# Monophyllus
Genre
Monophyllus est un genre regroupant deux espèces de chauves-souris de la famille des Phyllostomidae et qui se rencontrent dans les Antilles.

## Liste des espèces
- Monophyllus plethodon Miller, 1900
- Monophyllus redmani Leach, 1821